# Pueblo Nuevo de Morelos
Pueblo Nuevo de Morelos är en ort i Mexiko, tillhörande kommunen Zumpango i delstaten Mexiko. Pueblo Nuevo de Morelos ligger i den centrala delen av landet och tillhör Mexico Citys storstadsområde. Orten hade 1 231 invånare vid folkräkningen 2010.